# ジョージ・マーティン (ラグビー選手)
ジョージ・マーティン（George Martin、2001年6月18日 - ）は、プレミアシップレスター・タイガースに所属するラグビーユニオン選手。

## プロフィール
- イングランド・ノッティンガム出身[1]。
- ポジションはロック(LO)、フランカー(FL)。
- 身長 198cm、体重 118kg
- イングランド代表キャップは9（2024年2月現在）でラグビーワールドカップ2023のイングランド代表に選ばれた[2]。

## 略歴
ノッティンガムRFCを経て、2019年、レスター・タイガースに加入。 